# Thibaut Pinot
Thibaut Pinot nascido a 29 de maio de 1990 em Mélisey (Alto Saona) é um ciclista francês membro da equipa FDJ.

## Biografia
Thibaut Pinot iniciou-se no ciclismo aos seis anos, empurrado pelo seu pai, onde corre a nível regional. O seu irmão maior também pratica o ciclismo. Durante seu primeiro ano júnior, ganhou a geral do Tour de Guadalupe em categoria júnior (5 etapas), a Drôme Provençal (evento júnior nacional, de duas etapas), e uma etapa no Desafio Junior Oriental. Também terminou quinto na geral do Desafio Nacional Junior.
Durante seu segundo ano como júnior, conseguiu nove vitórias incluindo a classificação geral do Tour de Haute-Saone, o Tour d'Ardèche júnior e o Incline Junior com a selecção da França. Também obtém bons lugares em classificações finais, como o terceiro lugar no Desafio Nacional Junior, quarto na geral na Carreira da Paz juniors e um décimo-quarto lugar no Campeonato Europeu e 33º nos Campeonatos do Mundo júnior. Ele mudou o seu clube quando chega a amador. Uniu-se ao Clube de Ciclismo Étupes, com a ambição de converter-se em profissional.
Em 2009, Thibaut Pinot conseguiu várias vitórias incluindo a classificação geral do Tour do Cantón de Mareuil Verteillac, o critério de Primavera, a terceira etapa do Tour de Saboya, o grande prêmio Dells. Graças à sua consistência, não demorou em fixar à equipa de francesa amadora com a que participou no Giro do Friuli e o Tour de l'Ain, as suas primeiras corridas profissionais. No final de agosto de 2009, ganhou a classificação geral do Giro do Vale de Aosta com a equipa de francesa e converteu-se no vencedor mais jovem da corrida. Juntou-se a um selecto grupo de ganhadores desta prova como Yaroslav Popovych e Gilberto Simoni.
Converteu-se em profissional em 2010 ao entrar à Française dês Jeux. O seu primeiro melhor resultado foi um quinto lugar no Tour de Finisterre. Quinze dias depois, terminou ganhando a geral da montanha do Tour de Romandia.
Em 2012, consagra-se como futuro grande ciclista internacional ao ganhar a etapa do Tour de France de Porrentruy, e lançar diversos ataques nos Alpes e Pireneus
Fez uma destacada Vuelta a España 2013, acabando 7º no geral final e deixando-se ver nas etapas de montanha.

## Palmares
2007
1º Geral Tour de Guadeloupe juniors
1º Drôme Provençal juniors
1º Challenge de l'est juniors
2008
1º Geral Tour de Haute-Saône
1º Geral Tour d'Ardèche Juniors
1º Savoyarde Juniors
2009
1º Geral Tour de la vallée d'Aoste
1º Etapa 3 Tour des Pays de Savoie
1º Tour du Canton de Mareuil Verteillac
1º Grand Prix de la ville de Delle
2010
1º Classificação montanha Tour de Romandie
1º Classificação montanha Paris–Corrèze
2011
1º Geral Tour d'Alsace
1º Etapa 5
1º Geral Settimana Ciclistica Lombarda
1º Etapa 1
Tour de l'Ain
1º Etapas 2 & 4
2º Geral Rhône-Alpes Isère Tour
3º Tre Valli Varesine
3º Geral Volta à Turquia
7º Geral Bayern-Rundfahrt
1º  Classificação jovem
9º Gran Premio Bruno Beghelli
2012
1º Etapa 5 Tour de l'Ain
10º Geral Tour de France
1º Etapa 8
2013
4º Geral Volta à Suíça
6º Geral Tour de l'Ain
7º Geral Vuelta a España
8º Geral Volta à Catalunha
2014
3rd Geral Tour de France
1º  Classificação jovem no Tour de France
5º Geral Bayern-Rundfahrt
1º  Classification jovem
9º Geral Volta ao País Basco
9th Grand Prix de Wallonie
10º Geral Volta à Romandia
2015
2º Geral Critérium International
4º Geral Tirreno–Adriatico
4º Geral Volta à Romandia
1º Etapa 5
1º  Classification jovem
10º Geral Volta ao País Basco
Tour de France
1º Etapa 20

## Grandes Voltas
Durante a sua carreira desportiva tem conseguido os seguintes postos nas Grandes Voltas.
| Corrida         | 2012 | 2013 | 2014 | 2015 |
| --------------- | ---- | ---- | ---- | ---- |
| Giro d'Italia   | -    | -    | -    | -    |
| Tour de France  | 10º  | Ab.  | 3º   |      |
| Vuelta a España | -    | 7º   | Ab.  | -    |

-: não participa 

Ab.: abandono 

## Equipas
- Française des Jeux (2010-)
  - FDJ (2010-2011)
  - FDJ-BigMat (2012)
  - FDJ-BigMat (2013-)